# Sueida
Sueida (em árabe: السويداء; romaniz.: As-Suwayda ou Sweida) é uma localidade da Síria situada na província de Sueida, distrito de Sueida e subdistrito de Sueida. Segundo censo de 2004, havia 73 641 habitantes. Em 25 de julho de 2018, a cidade foi vítima de um ataque terrorista que matou centenas de pessoas.